# ویندهام، استرالیای غربی
ویندهام (به انگلیسی: Wyndham) یک شهرک در استرالیا است که در استرالیای غربی واقع شده‌است.